# Organització de Cooperació de Shanghai

Mapa de l'Organització de Cooperació de Shanghai

L'Organització de Cooperació de Shanghai, en ortografia estrangera "Shanghai", (OCX; xinès tradicional: 上海合作組織, xinès simplificat: 上海合作组织, pinyin: Shànghǎi Hézuò Zǔzhī; en rus: Шанха́йская организа́ция сотру́дничества — ШОС —; transl.: Xankhàixskaia organizàtsia sotrúdnitxestva), és una organització intergovernamental fundada el 8 d'abril de 1996 pels líders de la República Popular Xina, Rússia, el Kazakhstan, Kirguizstan i Tadjikistan, països que, amb l'excepció de l'Uzbekistan (que va ingressar a l'organització en 2001), d'Índia i de Pakistan (que van ingressar a l'organització al gener de 2016), havien estat prèviament coneguts com els Cinc de Shanghai.

## Orígens

### Els Cinc de Xangai
El grup dels Cinc de Xangai es va crear el 26 d'abril de 1996 quan els caps d'estat de la Xina, Kazakhstan, Kirguizistan, Rússia i Tadjikistan van signar el Tractat sobre l'aprofundiment de la confiança militar a les regions frontereres a Xangai.
El 24 d'abril de 1997 els mateixos països van signar el Tractat de Reducció de Forces Militars a les Regions Fronteres en una reunió a Moscou, Rússia. El 20 de maig de 1997 el president rus Borís Ieltsin i el president xinès Jiang Zemin van signar una declaració sobre un "món multipolar".
Les cimeres anuals posteriors del grup dels Cinc de Xangai van tenir lloc a Almati, Kazakhstan el 1998, a Bixkek, Kirguizstan el 1999, i a Duixanbe, Tadjikistan el 2000. A la cimera de Duixanbe, els membres van acordar per "oposar-se a la intervenció en els afers interns d'altres països per motius d′"humanitarisme" i "protecció dels drets humans"; i donar suport els esforços dels altres per salvaguardar la independència nacional, la sobirania, la integritat territorial i l'estabilitat social dels cinc països". L'estructura dels Cinc de Xangai va ajudar a accelerar la resolució dels membres de les disputes frontereres, acordar desplegaments militars a les zones frontereres i abordar les amenaces de seguretat.(p95)

### Desenvolupament de formes institucionals
El 2001, la cimera anual va tornar a Xangai i el grup es va institucionalitzar.(p95) Les cinc nacions membres van admetre per primera vegada Uzbekistan al mecanisme dels Cinc de Xangai.(p95) El 15 de juny de 2001, els sis caps d'estat van signar la Declaració de l'Organització de Cooperació de Xangai, elogiant el paper jugat fins ara pel mecanisme dels Cinc de Xangai i amb l'objectiu de transformar-lo a un nivell superior de cooperació. Del 2001 al 2008, l'SCO es va desenvolupar ràpidament, establint una sèrie d'organismes permanents i iniciatives "ad hoc" que s'ocupen de temes econòmics i de seguretat.(p95)
El juny de 2002, els caps dels estats membres de l'OCS es van reunir a Sant Petersburg, Rússia, i van signar la Carta de l'OCS que exposava els propòsits, principis, estructures i formes d'operació de l'organització. Va entrar en vigor el 19 de setembre de 2003.
El juliol de 2005, a la cimera a Astanà, Kazakhstan, amb representants de l'Índia, Iran, Mongòlia i Pakistan assistint per primera vegada a una cimera de l'OCS, Nursultan Nazarbayev, el president de la Kazakhstan, va saludar els convidats amb paraules que mai s'havien fet servir en cap context: "Els líders dels estats asseguts en aquesta taula de negociacions són representants de la meitat de la humanitat".
L'any 2007, l'SCO havia iniciat més de vint projectes a gran escala relacionats amb el transport, l'energia i les telecomunicacions i havia celebrat reunions periòdiques amb funcionaris de seguretat, militars, de defensa, d'afers exteriors, econòmics, culturals, bancaris i altres dels seus estats membres.
El juliol de 2015, a Ufa, Rússia, la SCO va decidir admetre l'Índia i el Pakistan com a membres de ple dret. El juny de 2016 a Taixkent, tots dos van signar el memoràndum d'obligacions, iniciant així el procés d'adhesió a la SCO. El juny de 2017, en una cimera a Kazakhstan, l'Índia i el Pakistan es van unir oficialment a SCO com a membres de ple dret.
L'any 2004 l'OCS va establir relacions amb les Nacions Unides (on és observador a l'Assemblea General), la Comunitat d'Estats Independents el 2005, l'Associació de Nacions del Sud-est Asiàtic (ASEAN) el 2005, l'Organització del Tractat de Seguretat Col·lectiva el 2007, l'Organització de Cooperació Econòmica el 2007, l'Oficina de les Nacions Unides contra la Droga i la Delinqüència el 2011, la Conferència sobre la interacció i les mesures de foment de la confiança a Àsia (CICA) el 2014, i la Comissió Econòmica i Social de les Nacions Unides per a Àsia i el Pacífic (ESCAP) el 2015. l'any 2018, l'Estructura Antiterrorista Regional (RATS) ha establert relacions amb el Centre Africà per a l'Estudi i la Investigació sobre el Terrorisme (ACSRT) de la Unió Africana.

## Activitats

### Cooperació en matèria de seguretat
Grigory Logninov va afirmar a l'abril de 2006 que la OCS no tenia intenció de convertir-se en un bloc militar. La OCS està, segons les seves pròpies declaracions, enfocada cap a la seguretat regional, assenyalant com a principals amenaces el terrorisme, el separatisme i l'extremisme.
L'organització compte des de 2004 amb una oficina antiterrorista, el RATS, amb seu a l'Uzbekistan. Durant el cim de 2006 es va decidir també la creació d'una institució dedicada a la lluita contra el tràfic internacional d'estupefaents. Els exèrcits dels països membres han dut a terme maniobres conjuntes tant en el marc de l'aliança com de forma bilateral entre Rússia i Xina.
El 10 d'agost de 2007, la OCS va realitzar un exercici militar a la regió de la serralada dels Urals, a Rússia. Es van posar en operació més d'1.000 unitats de material bèl·lic i prop de 6.000 efectius (russos i xinesos en la seva majoria). Els exercicis antiterroristes van concloure el 17 d'agost.

### Cooperació econòmica
Al setembre de 2003 es va establir un acord marc per fomentar la cooperació econòmica entre els estats de la OCS. Wen Jiabao, el llavors primer ministre de la República Popular Xina, va proposar en la mateixa reunió la creació d'una zona de lliure comerç com una meta a llarg termini de la OCS. En 2004 es van assenyalar 100 mesures concretes que havien d'aplicar-se a curt termini per facilitar l'intercanvi de mercaderies a la regió.
El 26 d'octubre de 2005, durant la cimera de Moscou, el Secretari General de l'organització va declarar que la OCS donaria prioritat a projectes energètics conjunts, tals com l'exploració de nous jaciments d'hidrocarburs, la cooperació en els sectors del gas i el petroli i la creació d'un Consell inter-bancari de la OCS per al futur finançament de tals projectes (que tindria la seva primera reunió al febrer de 2006).

### Cooperació cultural
La OCS també pretén fomentar la cooperació cultural. Els ministres de cultura dels països membres es van reunir per primera vegada a Pequín en 2002. Els cims de la OCS s'han acompanyat, des de 2005, de mostres d'art i festivals culturals.

## Possibilitat de noves incorporacions
Durant la cimera de 2004 en Taskent (Uzbekistan), Mongòlia es va convertir al primer país a rebre estatus d'observador de la OCS. En el cim de 2005 països com Pakistan, Índia i l'Iran van rebre el mateix tractament. Aquestes 4 nacions van mostrar el seu interès a incorporar-se com a membres de ple dret de l'organització.
Fonts del Ministeri d'Exteriors xinès han afirmat que la OCS no acceptarà nous membres sense estudiar detingudament les candidatures. El representant permanent rus Grigory Logninov es va expressar de manera anàloga i el secretari general Zhang Deguang va argumentar que una sobreexpansión de l'organització podria ser perjudicial per a la intensificació de la cooperació.
Belarús ha sol·licitat l'estatus de membre observador, comptant per a això amb el suport del Kazakhstan. No obstant això, el Ministre de Defensa rus Serguéi Ivánov es va mostrar en contra de la candidatura en afirmar que Belarús és un país purament europeu.
A Sèrbia, el Partit Radical Serbi i altres forces nacionalistes advoquen perquè el seu país sol·liciti la inclusió en la OCS i detenir així la seva aproximació i integració en la Unió Europea.
Al setembre de 2014, durant la cimera de l'organització, Índia va demanar adherir-se a la OCS com a membre permanent. Finalment, tant Índia com Pakistan passaran a ser membres de ple dret de la OCS en 2017.

## Relacions amb Occident
A pesar que la declaració fundacional de la OCS afirma que no és una aliança feta contra altres nacions o regions i s'adhereix al principi de transparència, la majoria dels observadors consideren que un dels objectius principals de la OCS és servir de contrapès a l'OTAN i als Estats Units, evitant conflictes que permetrien la intervenció nord-americana en regions limítrofes amb Rússia i la Xina.
Després que les guerres a Afganistan i l'Iraq hagin conduït a una presència de tropes nord-americanes a l'Uzbekistan, Tadjikistan i Kirguizstan, la OCS ha fet una crida per a l'establiment d'una data de retirada de les mateixes.